# Israel–Premier Tech
Israel–Premier Tech (codul echipei UCI: IPT) este o echipă ciclistă UCI World Tour fondată în 2014 de Ron Baron și Ran Margaliot având sediul în Israel. Înainte de 2020 echipa era cunoscută sub numele de Israel Cycling Academy.

## Legături externe
- Site web oficial